# Bader Goula
Bader Goula este o comună rurală din departamentul Dakoro, regiunea Maradi, Niger, cu o populație de 45.142 de locuitori (2001).